# Lévay Henrik

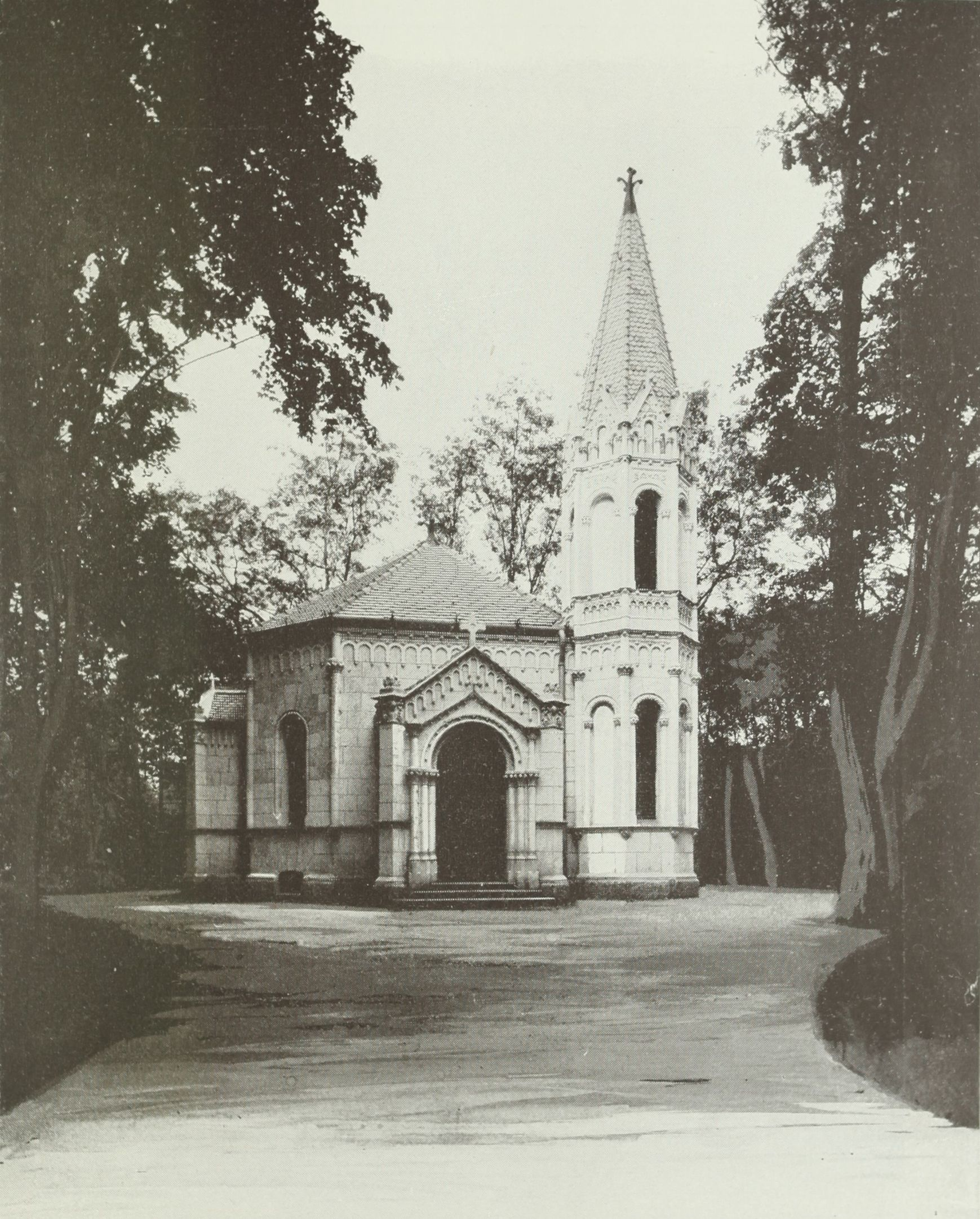
A Lévay család sírkápolnája Táplánypusztán (ma Töltéstava része)

Lévay Henrik, (kisteleki) báró (Jankovác, 1826. április 16. – Budapest, 1901. december 16.) biztosításügyi szakértő, a biztosító intézmény magyarországi megalapítója, közgazdász.

## Életpályája
Szülőhelyén végzett tanulmányainak befejezése után Budapestre került a Bibanco Gyula-féle kereskedelmi iskolába. Munkába először Szegeden állt, egy „előkelő szegedi kereskedő háznál”. Részt vett 1848–49-es szabadságharcban, hadnaggyá léptették elő. Később a Riunione Adriatica biztosítótársaság pesti vezérügynökségén dolgozott. 1857-ben részt vett az Első Magyar Általános Biztosító Társaság alapításában, 1883-ban annak vezérigazgatója lett. 1861-ben megalapította az Első Magyar Viszontbiztosítót és a Pannonia Magyar Viszontbiztosító Intézetet, 1882-ben a Bécsi Élet- és Járadékbiztosító Intézetet.
1868-ban magyar nemességet kapott, 1886-ban főrendiházi tag lett, 1897-ben bárói rangra emelte a király. Magyarország legjelentősebb biztosítási szakemberének tartották.

## Fő művei
- Néhány szó közgazdasági bajaink orvoslásáról (Budapest, 1895)
- Vélemény a mezőgazdasági hitelintézet létesítésének módjáról (Bp., 1895).